# Clinohelea hygropetrica
Clinohelea hygropetrica är en tvåvingeart som beskrevs av Clastrier 1983. Clinohelea hygropetrica ingår i släktet Clinohelea och familjen svidknott.
Artens utbredningsområde är Guinea. Inga underarter finns listade i Catalogue of Life.